# Ígor Andréyev
Ígor Valérievich Andréyev (en ruso: И́горь Вале́рьевич Андре́ев; Moscú, 14 de julio de 1983) es un exjugador profesional ruso de tenis. Alcanzó el puesto n.º 19 en 2008. Se retiró en 2013 luego de batallar con constantes lesiones. Alcanzó 3 títulos ATP 250 y 6 finales en la misma categoría.

## Títulos (4; 3+1)

### Individuales (3)
| Leyenda                                           |
| Grand Slam (0)                                    |
| ATP Wourld Tour Final (0)                         |
| ATP Masters 1000 (0)                              |
| ATP World Tour 500 (0)                            |
| ATP International Series / ATP World Tour 250 (3) |

| N.º | Fecha                    | Torneo   | Superficie    | Oponente en la final | Resultado      |
| --- | ------------------------ | -------- | ------------- | -------------------- | -------------- |
| 1.  | 4 de abril de 2005       | Valencia | Tierra batida | David Ferrer         | 6-3 5-7 6-3    |
| 2.  | 26 de septiembre de 2005 | Palermo  | Tierra batida | Filippo Volandri     | 6-1 6-3        |
| 3.  | 10 de octubre de 2005    | Moscú    | Carpeta       | Nicolas Kiefer       | 5-7 7-6(3) 6-2 |

### Finalista en individuales (6)
| Leyenda                                           |
| Grand Slam (0)                                    |
| ATP Wourld Tour Final (0)                         |
| ATP Masters 1000 (0)                              |
| ATP World Tour 500 (0)                            |
| ATP International Series / ATP World Tour 250 (6) |

| N.º | Fecha                    | Torneo   | Superficie    | Oponente en la final | Resultado       |
| --- | ------------------------ | -------- | ------------- | -------------------- | --------------- |
| 1.  | 5 de julio de 2004       | Gstaad   | Tierra batida | Roger Federer        | 2-6 3-6 7-5 3-6 |
| 2.  | 13 de septiembre de 2004 | Bucarest | Tierra batida | José Acasuso         | 3-6 0-6         |
| 3.  | 12 de septiembre de 2005 | Bucarest | Tierra batida | Florent Serra        | 3-6 4-6         |
| 4.  | 9 de enero de 2006       | Sídney   | Dura          | James Blake          | 2-6 6-3 6-7(3)  |
| 5.  | 7 de julio de 2008       | Gstaad   | Tierra batida | Victor Hanescu       | 3-6 4-6         |
| 6.  | 14 de julio de 2008      | Umag     | Tierra batida | Fernando Verdasco    | 6-3 4-6 6-7(4)  |

### Clasificación en torneos del Grand Slam
| Torneo             | 2011 | 2010 | 2009 | 2008 | 2007 | 2006 | 2005 | 2004 | Títulos | G-P  |
| ------------------ | ---- | ---- | ---- | ---- | ---- | ---- | ---- | ---- | ------- | ---- |
| Australian Open    | 2R   | 1R   | 3R   | 3R   | 1R   | 3R   | 2R   | 1R   | 0       | 7-6  |
| Roland Garros      | 2R   | -    | 3R   | 2R   | CF   | -    | 3R   | 4R   | 0       | 12-5 |
| Wimbledon          | 2R   | 1R   | 4R   | 2R   | 1R   | -    | 3R   | 2R   | 0       | 3-3  |
| US Open            |      | 2R   | 1R   | 4R   | 2R   |      | 2R   | 1R   |         | 2-3  |
| Tennis Masters Cup | -    | -    | -    | -    | -    | -    | -    | 0    | -       |      |

### Dobles (1)
| Leyenda                |
| Grand Slam (0)         |
| Tennis Masters Cup (0) |
| ATP Masters Series (0) |
| ATP Tour (1)           |

| N.º | Fecha                 | Torneo | Superficie | Pareja            | Oponentes en la final          | Resultado   |
| --- | --------------------- | ------ | ---------- | ----------------- | ------------------------------ | ----------- |
| 1.  | 11 de octubre de 2004 | Moscú  | Moqueta    | Nikolái Davydenko | Mahesh Bhupathi Jonas Björkman | 3-6 6-3 6-4 |

### Finalista en dobles (1)
- 2005: Moscú (junto a Nikolái Davydenko pierden ante Mijaíl Yuzhny / Max Mirnyi)